# Alberto Barazzetta
Alberto Barazzetta, né le 18 février 2001 à Monza en Italie, est un footballeur italien, qui évolue au poste d'arrière droit au Milan.

## Biographie

### En club
Alberto Barazzetta commence à jouer au foot dans le club de Brugherio vers l'âge de 5 ans. Après trois saisons il part au club de Carugate pour une année, avant de rejoindre celui de Cignano. En 2013 il rejoint finalement le centre de formation du Milan AC.

### En équipe nationale
Alberto Barazzetta est sélectionné avec l'équipe d'Italie des moins de 17 ans pour participer au championnat d'Europe des moins de 17 ans en 2018 qui est organisée en Angleterre. Barazzetta est titularisé sur la totalité des rencontres de la compétition. L'Italie s'incline lors de la finale face aux Pays-Bas après une séance de tirs au but.

## Palmarès
- Finaliste du championnat d'Europe des moins de 17 ans en 2018 avec l'équipe d'Italie des moins de 17 ans.